# Yefferson Moreira
Yefferson Moreira (Bella Unión, 7 de marzo de 1991) es un futbolista uruguayo. Juega de defensa por izquierda y su actual equipo es Nacional Fútbol Club de la Liga Salteña de Fútbol

## Trayectoria
Comenzó su carrera jugando en el 2009 para Peñarol. Al año siguiente en ese año se consagró Campeón uruguayo.
Debido a la poca continuidad en el plantel, en enero de 2012 es cedido a Cerro hasta el final de la temporada 2011-12
Luego, en junio del mismo año, vuelve ser cedido a El Tanque Sisley por dos temporadas. En julio de 2014 queda libre de Peñarol y firma contrato con El Tanque Sisley.
En 2017 es adquirido por River Plate.
Ese mismo año firma contrato en Club Atlético Rentistas (segunda división Uruguay).
En 2018 es adquirido por el Club Atlético Pantoja de República Dominicana saliendo campeón de clubes de la CFU 2018 (campeones del Caribe).
En marzo de 2019 firma contrato en Villa Teresa.

## Selección nacional
También participó con la Selección Uruguaya Sub-20 en un hexagonal amistoso preparativo para el Sudamericano 2011.

### Participaciones en Sudamericanos
| Copa                        | Sede | Resultado  |
| --------------------------- | ---- | ---------- |
| Sudamericano Sub-20 de 2011 | Perú | Subcampeón |

### Participaciones en Mundiales
| Copa                             | Sede     | Resultado    |
| -------------------------------- | -------- | ------------ |
| Mundial de Fútbol Sub-20 de 2011 | Colombia | Primera fase |

## Clubes
| Club             | País                 | Año           | Partidos | Goles |
| ---------------- | -------------------- | ------------- | -------- | ----- |
| Peñarol          | Uruguay              | 2009- 2011    | 8        | 0     |
| Cerro (cesión)   | Uruguay              | 2012          | 7        | 0     |
| El Tanque Sisley | Uruguay              | 2012- 2016    | 96       | 2     |
| River Plate      | Uruguay              | 2017          | 6        | 0     |
| Rentistas        | Uruguay              | 2017          | 14       | 0     |
| Atlético Pantoja | República Dominicana | 2018          | 3        | 0     |
| Villa Teresa     | Uruguay              | 2019          | 11       | 0     |
| Bella Vista      | Uruguay              | 2019 - 2020   | 7        | 0     |
| La Luz           | Uruguay              | 2020          | 11       | 0     |
| Miramar Misiones | Uruguay              | 2021          | 14       | 4     |
| Oriental         | Uruguay              | 2022-presente | 29       | 4     |

## Títulos
| Título              | Club             | País    | Año     |
| ------------------- | ---------------- | ------- | ------- |
| Campeonato Uruguayo | Peñarol          | Uruguay | 2009-10 |
| 2.ª División        | El Tanque Sisley | Uruguay | 2016    |

- Datos: Q4022647